# Oriopsis dentata
Oriopsis dentata är en ringmaskart som beskrevs av Rouse 1990. Oriopsis dentata ingår i släktet Oriopsis och familjen Sabellidae. Inga underarter finns listade i Catalogue of Life.